# PCCW
PCCW(이전 사명: Pacific Century CyberWorks Limited)는 홍콩에 위치한 정보통신기술(ICT) 기업이다.
이 기업은 대부분 전기통신 기업 HKT 리미티드가 소유하고 있다. PCCW의 본사는 홍콩에 있으며 유럽, 중동, 아프리카, 아메리카, 중국 대륙, 아시아 기타 지역들에서 운영하고 있다.

## 과거의 자회사
- UK 브로드밴드
- 자레코

## 같이 보기
- 자레코: 이전 자회사